# 矢嶋哲生
矢嶋 哲生（やじま てつお、1985年8月10日 - ）は、日本の男性アニメーション演出家、アニメ監督。千葉県出身。

## 経歴・人物
東京デザイナー学院を卒業後、アニメ制作会社のベガエンタテイメントにアニメーター（動画マン）として入社。元々演出家志望であり、入社1年後頃に演出家へと転向し、ベガエンタテイメントがグロス請けを行っている『ドラえもん』やマッドハウス制作作品で各話の演出を担当するようになる。
その後、26歳頃よりオー・エル・エムで仕事をするようになり、ポケットモンスターシリーズには『ポケットモンスター ベストウイッシュ』より参加。『ポケットモンスター XY』では前作監督の須藤典彦から引継ぎ、28歳で監督デビューを果たす（小黒祐一郎によるインタビュー記事では「『XY』の時はおいくつだったんですか」という質問に対し、「作り始めてすぐにシナリオ会議だったんですけど、その時に27歳ぐらいでしたね」と回答している）。劇場版でも『劇場版ポケットモンスター みんなの物語』（2018年）と『劇場版ポケットモンスター ココ』（2020年）では湯山邦彦に代わって監督を務めている。
画面に意味のある演出が好きで、『ポケットモンスター XY』では演出として花言葉を入れていた。また、奥行きを斜めに撮る、広角目の定点カメラの視点（広角L/O）を好む。
監督作で、自ら原画を手掛ける事も少なくない。『ポケモンゲット☆TV』では2015年のお年玉プレゼントとしてサトシとピカチュウのイラストを描き下ろした。

## 参加作品

### テレビアニメ
| 放映年                          | タイトル                                                  | 役職 |
| ------------------------------- | --------------------------------------------------------- | --- |
| 2006年 - 2007年                 | 牙 -KIBA-                                                 | 第20、27、34、41、48話動画 |
| 2007年 - 2009年 2022年 - 2023年 | ドラえもん (2005年のテレビアニメ)                         | 第236、244、1278、1282、1300話絵コンテ 第181、182、188、194、195、213、214、236、243、244、251、322話演出 |
| 2008年 - 2009年                 | ONE OUTS -ワンナウツ-                                     | 第3、9、22話絵コンテ 第3、9、16、22話演出 |
| 2010年                          | RAINBOW-二舎六房の七人-                                   | 第7、14、20話絵コンテ・演出 |
| 2010年 - 2012年                 | ポケットモンスター ベストウイッシュ                       | 第1、8、16、39、60、71話絵コンテ 第2、8、22、24、31、39、52、60、71、79話演出 第6話原画 |
| 2011年                          | 逆境無頼カイジ 破戒録篇                                   | 第7、13、20話絵コンテ 第13、20話演出 |
| 2011年 - 2012年                 | HUNTER×HUNTER                                             | 第10、21、29、34絵コンテ 第10、21演出 |
| 2012年 - 2013年                 | ポケットモンスター ベストウイッシュ シーズン2             | 第2、12、17、26話演出 |
| 2013年                          | ポケットモンスター ベストウイッシュ シーズン2 エピソードN | 第26話絵コンテ 第26、35話演出 |
| 2013年 - 2015年                 | ポケットモンスター XY                                     | 監督 第1話絵コンテ OP「V（ボルト）」絵コンテ・演出 OP「ゲッタバンバン」絵コンテ ED「ガオガオ・オールスター」絵コンテ |
| 2015年 - 2016年                 | ポケットモンスター XY&Z                                   | 監督 第47話（最終回）絵コンテ・演出・原画 OP「XY&Z」絵コンテ・演出 ED「プニちゃんのうた」絵コンテ ED「ドリドリ」絵コンテ・演出 ED「キラキラ」絵コンテ・演出・原画 ED「ピカチュウのうた」絵コンテ・演出 ED「ニャースのバラード」絵コンテ・演出 |
| 2016年                          | ベイブレードバースト                                      | 第34話原画 |
| 2017年                          | ピカイア!!                                                | 第3、4話ゲストメカデザイン |
| 2018年                          | 妖怪ウォッチ シャドウサイド                               | OP「進め少年!ヒューイヒュー」絵コンテ |
| 2021年                          | 古見さんは、コミュ症です。                                | OP「シンデレラ」絵コンテ 第10話絵コンテ |
| 2021年                          | ポケットモンスター（2019年版）                            | 第91、99話絵コンテ OP「1・2・3」（第100-136話）原画 |
| 2022年                          | サマータイムレンダ                                        | 第15、24話絵コンテ 第15話演出 |
| 2023年 -                        | ポケットモンスター（2023年版）                            | アクションディレクター（第1 - 45話） 第1、3話、34、45話絵コンテ |

### 劇場アニメ
| 上映年 | タイトル                                                  | 役職                                              |
| ------ | --------------------------------------------------------- | ------------------------------------------------- |
| 2007年 | 映画ドラえもん のび太の新魔界大冒険 〜7人の魔法使い〜     | 動画                                              |
| 2011年 | 映画ドラえもん 新・のび太と鉄人兵団 〜はばたけ 天使たち〜 | 絵コンテ                                          |
| 2014年 | ピカチュウ、これなんのカギ?                               | 原画                                              |
| 2017年 | 劇場版ポケットモンスター キミにきめた!                    | 副監督 絵コンテ 原画                              |
| 2018年 | 劇場版ポケットモンスター みんなの物語                     | 監督 構成 絵コンテ                                |
| 2019年 | 二ノ国                                                    | 絵コンテ                                          |
| 2020年 | 劇場版ポケットモンスター ココ                             | 監督 脚本 絵コンテ 演出 原画 劇中歌『掟の歌』作詞 |
| 2024年 | 映画ドラえもん のび太の地球交響楽                         | 演出                                              |
| 2025年 | 映画ドラえもん のび太の絵世界物語                         | おまけ映像                                        |

### その他
| 発売年 | タイトル                                      | 役職 |
| ------ | --------------------------------------------- | ---- |
| 2008年 | ドラえもんといっしょ うたってあいうえお       | 演出 |
| 2008年 | ドラえもんといっしょ ドラミちゃんとできるかな | 演出 |